# Asymilacja danych
Asymilacja danych – proces analizy danych, uwzględniający zarówno pomiary jak i wyniki modelu prognostycznego. Metoda jest używana w numerycznych modelach prognozy pogody, cyrkulacji oceanu i wielu innych zastosowaniach do oceny zmiany układów dynamicznych.
Asymilację danych można podzielić na dwa procesy:
- Sprawdzenie jakości danych i wyeliminowanie oczywistych błędów pomiarowych. Dane pochodzą z pomiarów satelitarnych, bezpośrednich, radarowych, czy lidarowych robionych w różnym czasie i w różnych miejscach na kuli ziemskiej.
- Uzgodnienie danych i wykorzystanie informacji dostępnej z poprzednich godzin czy z poprzednich dni. Jest to skomplikowany proces polegający na całościowej analizie danych z wykorzystaniem modelu prognoz numerycznych.